# Sapporo
Ne doit pas être confondu avec Sapporo (brasserie).
Sapporo (札幌市, Sapporo-shi) est la cinquième ville japonaise en nombre d'habitants et la troisième en superficie. Située dans l'île de Hokkaidō, elle est la capitale de la préfecture de Hokkaidō, de la sous-préfecture d'Ishikari, ainsi qu'une ville désignée par ordonnance gouvernementale. Elle est traversée par la rivière Toyohira, un affluent du fleuve Ishikari. Sapporo est considérée comme le centre culturel, économique et politique de Hokkaidō. Le toponyme vient du mot aïnou Sari poro petsu, qui signifie « plaine de roseaux avec une grande rivière » ou Satsu poro petsu, « plaine sèche avec une grande rivière ».

## Géographie

### Situation
La ville de Sapporo est située dans l'ouest de l'île de Hokkaidō. Elle se trouve à environ 820 km à vol d'oiseau, au nord de Tokyo, la capitale du Japon. Capitale de la préfecture de Hokkaidō, elle s'étend sur 1 121,12 km2, 42,3 km d'est en ouest et 45,4 km du nord au sud. Établie à proximité de la mer du Japon, la ville en est toutefois séparée par des portions territoriales relevant des municipalités d'Ishikari et d'Otaru.

### Démographie
Au 15 mai 2023, la population de Sapporo s'élevait à 1 971 454 habitants répartis sur une superficie de 1 121,12 km2.

### Arrondissements
Sapporo est divisée en dix arrondissements :
| Repère | Nom          | Jap.   | Pop. (2015) | Superficie | Carte |
| ------ | ------------ | ------ | ----------- | ---------- | ----- |
| 1      | Chūō-ku      | 中央区 | 230 415     | 46,42      |       |
| 2      | Kita-ku      | 北区   | 283 403     | 63,57      |       |
| 3      | Higashi-ku   | 東区   | 259 843     | 56,97      |       |
| 4      | Shiroishi-ku | 白石区 | 210 492     | 34,47      |       |
| 5      | Atsubetsu-ku | 厚別区 | 129 136     | 24,38      |       |
| 6      | Toyohira-ku  | 豊平区 | 219 077     | 46,23      |       |
| 7      | Kiyota-ku    | 清田区 | 115 022     | 59,87      |       |
| 8      | Minami-ku    | 南区   | 140 814     | 657,48     |       |
| 9      | Nishi-ku     | 西区   | 212 525     | 75,10      |       |
| 10     | Teine-ku     | 手稲区 | 141 200     | 56,77      |       |

### Climat

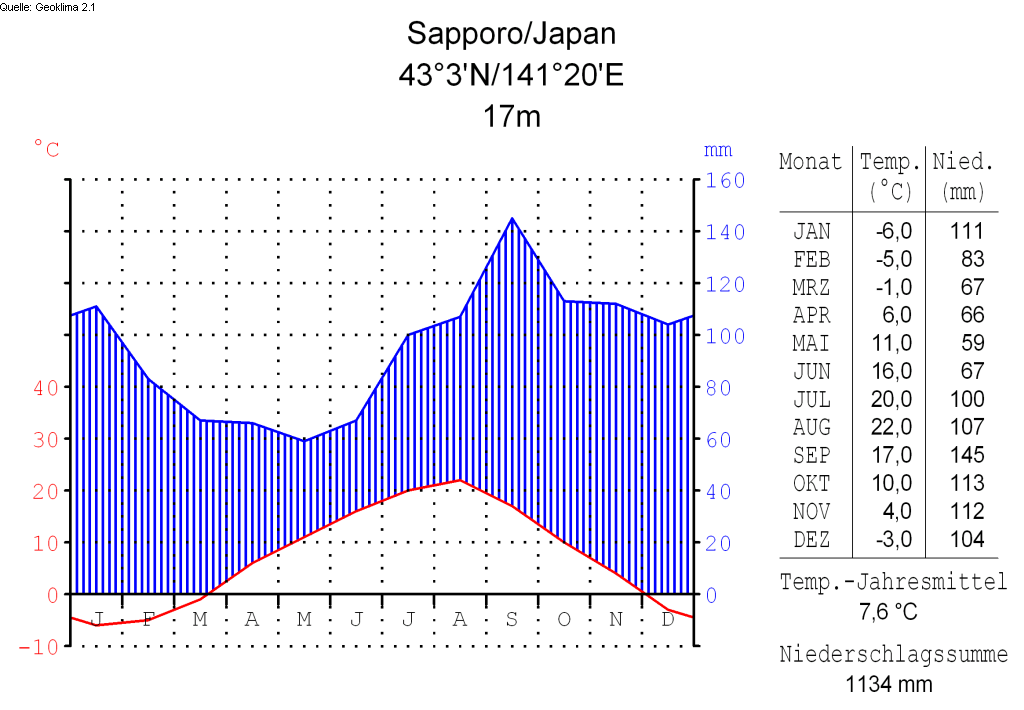
Climagramme de Sapporo.

En hiver, le climat est relativement froid par rapport au reste du pays, ce qui permet d'organiser chaque année en février le festival de la neige de Sapporo, lors duquel se déroule un concours de sculptures monumentales en neige ou en glace. En revanche, les étés y sont souvent plus doux que sur les îles plus au sud de l'archipel.
| Mois                                              | jan.      | fév.       | mars       | avril      | mai       | juin      | jui.     | août      | sep.      | oct.      | nov.       | déc.       | année      |
| ------------------------------------------------- | --------- | ---------- | ---------- | ---------- | --------- | --------- | -------- | --------- | --------- | --------- | ---------- | ---------- | ---------- |
| Température minimale moyenne (°C)                 | −6,4      | −6,2       | −2,4       | 3,4        | 9         | 13,4      | 17,9     | 19,1      | 14,8      | 8         | 1,6        | −4         | 5,7        |
| Température moyenne (°C)                          | −3,2      | −2,7       | 1,1        | 7,3        | 13        | 17        | 21,1     | 22,3      | 18,6      | 12,1      | 5,2        | −0,9       | 9,2        |
| Température maximale moyenne (°C)                 | −0,4      | 0,4        | 4,5        | 11,7       | 17,9      | 21,8      | 25,4     | 26,4      | 22,8      | 16,4      | 8,7        | 2          | 13,1       |
| Record de froid (°C) date du record               | −27 1922  | −28,5 1929 | −22,6 1910 | −14,6 1929 | −4,2 1893 | 0 1906    | 5,2 1900 | 5,3 1902  | −0,9 1906 | −4,4 1924 | −15,5 1884 | −24,7 1880 | −28,5 1929 |
| Record de chaleur (°C) date du record             | 11,2 1903 | 10,8 1953  | 18,3 2021  | 28 1998    | 34,2 2019 | 33,7 2014 | 36 2000  | 36,2 1994 | 32,7 1990 | 27,3 2021 | 22,4 2003  | 14,8 1989  | 36,2 1994  |
| Nombre de jours avec température maximale ≥ 25 °C | 0         | 0          | 0          | 0,2        | 2,1       | 7,2       | 17,2     | 20,4      | 7,5       | 0,1       | 0          | 0          | 54,6       |
| Nombre de jours avec température maximale ≥ 30 °C | 0         | 0          | 0          | 0          | 0,1       | 0,5       | 2,9      | 4,5       | 0,6       | 0         | 0          | 0          | 8,6        |
| Nombre de jours avec température maximale ≥ 35 °C | 0         | 0          | 0          | 0          | 0         | 0,2       | 0        | 0,1       | 0         | 0         | 0          | 0          | 0,1        |
| Ensoleillement (h)                                | 90,4      | 103,5      | 144,7      | 175,8      | 200,4     | 180       | 168      | 168,1     | 159,3     | 145,9     | 99,1       | 82,7       | 1 718      |
| Précipitations (mm)                               | 108,4     | 91,9       | 77,6       | 54,6       | 55,5      | 60,4      | 90,7     | 126,8     | 142,2     | 109,9     | 113,8      | 114,5      | 1 146,1    |
| dont neige (cm)                                   | 137       | 116        | 74         | 6          | 0         | 0         | 0        | 0         | 0         | 1         | 30         | 113        | 479        |
| Nombre de jours avec précipitations               | 18,3      | 16         | 13,9       | 9,6        | 8,5       | 7,5       | 7,7      | 9,5       | 10,2      | 11,6      | 14,6       | 16         | 143,5      |
| dont nombre de jours avec précipitations ≥ 10 mm  | 3,3       | 2,5        | 2,1        | 1,6        | 1,8       | 2         | 2,9      | 4,1       | 4,1       | 3,3       | 3,7        | 3,7        | 35,1       |
| Humidité relative (%)                             | 69        | 68         | 65         | 61         | 65        | 72        | 75       | 75        | 71        | 67        | 67         | 68         | 69         |
| Nombre de jours avec neige                        | 21,7      | 18,4       | 15,8       | 2,5        | 0         | 0         | 0        | 0         | 0         | 0,2       | 5,2        | 18,2       | 82         |
| Nombre de jours d'orage                           | 0,3       | 0,3        | 0,4        | 0,2        | 0,6       | 1         | 1        | 1,4       | 1,3       | 1,6       | 0,7        | 0,5        | 9,2        |
| Nombre de jours avec brouillard                   | 0         | 0,1        | 0,1        | 0,2        | 0,4       | 0,4       | 0,2      | 0,1       | 0         | 0,1       | 0,1        | 0          | 1,8        |

| Diagramme climatique                                  |             |             |             |           |              |              |               |               |            |             |          |
| J                                                     | F           | M           | A           | M         | J            | J            | A             | S             | O          | N           | D        |
| −0,4−6,4108,4                                         | 0,4−6,291,9 | 4,5−2,477,6 | 11,73,454,6 | 17,9955,5 | 21,813,460,4 | 25,417,990,7 | 26,419,1126,8 | 22,814,8142,2 | 16,48109,9 | 8,71,6113,8 | 2−4114,5 |
| Moyennes : • Temp. maxi et mini °C • Précipitation mm |             |             |             |           |              |              |               |               |            |             |          |

| Mois                                             | jan.       | fév.       | mars       | avril     | mai       | juin      | jui.      | août     | sep.      | oct.      | nov.      | déc.       | année      |
| ------------------------------------------------ | ---------- | ---------- | ---------- | --------- | --------- | --------- | --------- | -------- | --------- | --------- | --------- | ---------- | ---------- |
| Température minimale moyenne (°C)                | −7,7       | −7,7       | −3,8       | 1,6       | 7,1       | 11,9      | 16,4      | 17,5     | 12,8      | 6,1       | 0,5       | −5         | 4,1        |
| Température moyenne (°C)                         | −3,7       | −3,3       | 0,4        | 6,5       | 12,2      | 16,2      | 20,3      | 21,6     | 17,8      | 11,4      | 4,7       | −1,3       | 8,6        |
| Température maximale moyenne (°C)                | −0,4       | 0,2        | 4          | 11,3      | 17,7      | 21,5      | 25,1      | 26,3     | 22,9      | 16,5      | 8,8       | 1,9        | 13         |
| Record de froid (°C) date du record              | −20,9 1986 | −20,3 1991 | −17,6 1986 | −9,7 1979 | −1,5 1980 | 0,9 1982  | 7,2 1979  | 8,2 1979 | 1,8 1981  | −2,7 1977 | −9,9 1982 | −16,7 2012 | −20,9 1986 |
| Record de chaleur (°C) date du record            | 9,3 2014   | 10,7 1996  | 17,9 2021  | 29,2 1998 | 33,5 2019 | 33,3 2014 | 37,1 2021 | 36 2021  | 33,8 2012 | 27,3 1978 | 22,4 2003 | 15 1989    | 37,1 2021  |
| Ensoleillement (h)                               | 78,9       | 88,6       | 144,2      | 181,3     | 195,3     | 165,5     | 161,6     | 171,1    | 162,8     | 142,9     | 94,3      | 76,7       | 1 668,1    |
| Précipitations (mm)                              | 84,9       | 66,5       | 53,4       | 46,7      | 51,9      | 52,1      | 86,3      | 122      | 131,8     | 101,8     | 107,4     | 93,3       | 998        |
| Nombre de jours avec précipitations              | 18,5       | 15         | 13         | 8,9       | 8,9       | 8,1       | 8,4       | 9,9      | 10,7      | 12,8      | 15,9      | 17         | 147,1      |
| dont nombre de jours avec précipitations ≥ 10 mm | 1,9        | 1,4        | 0,9        | 1,3       | 1,5       | 1,5       | 3         | 4,1      | 3,9       | 3,4       | 3,2       | 2,5        | 28,7       |

| Diagramme climatique                                  |             |           |             |             |              |              |             |               |              |             |           |
| J                                                     | F           | M         | A           | M           | J            | J            | A           | S             | O            | N           | D         |
| −0,4−7,784,9                                          | 0,2−7,766,5 | 4−3,853,4 | 11,31,646,7 | 17,77,151,9 | 21,511,952,1 | 25,116,486,3 | 26,317,5122 | 22,912,8131,8 | 16,56,1101,8 | 8,80,5107,4 | 1,9−593,3 |
| Moyennes : • Temp. maxi et mini °C • Précipitation mm |             |           |             |             |              |              |             |               |              |             |           |

## Histoire
Avant la fondation de Sapporo, la région était occupée par plusieurs campements du peuple indigène, les Aïnous. Ce n'est qu'à la fin de la période Edo en 1866 que les premiers colons vont arriver et établir les bases de ce qui sera Sapporo. Le nom du village provient de l'aïnou et peut se traduire par « grande rivière coulant à travers la plaine ».
En 1868, le gouvernement Meiji décide de faire de Sapporo la nouvelle capitale régionale d'Hokkaidō. Celle-ci offre en effet une meilleure position géographique que celle de la précédente capitale, Hakodate.
Pendant les années 1870-1871, Kiyotaka Kuroda, vice-président de la commission pour le développement d'Hokkaidō (Kaitakushi), entre en contact avec le gouvernement américain. Avec l'aide de Horace Capron (oyatoi gaikokujin), secrétaire chargé de l'agriculture du président des États-Unis Ulysses S. Grant, il va considérablement développer Sapporo autour du parc Ōdōri selon le modèle du plan hippodamien, ce qui est très inhabituel au Japon, même de nos jours.
Encouragés par le Kaitakushi, de nombreux colons arrivèrent de Honshū pour développer l'agriculture (blé, pommes de terre, maïs, asperges) l'élevage (moutons et porcs) mais aussi la production de matières premières (bois, charbon) ainsi que des brasseries.
Pendant le XXe siècle, la ville continua de se développer fortement sous l'influence d'hommes d'affaires et d'hommes à la recherche de meilleurs salaires, tant et si bien qu'en 1970, Sapporo dépassa le million d'habitants.
Au cours de la Seconde Guerre mondiale, la ville de Sapporo fut souvent présentée comme la potentielle troisième cible d'un bombardement atomique, si le Japon n'avait pas capitulé.

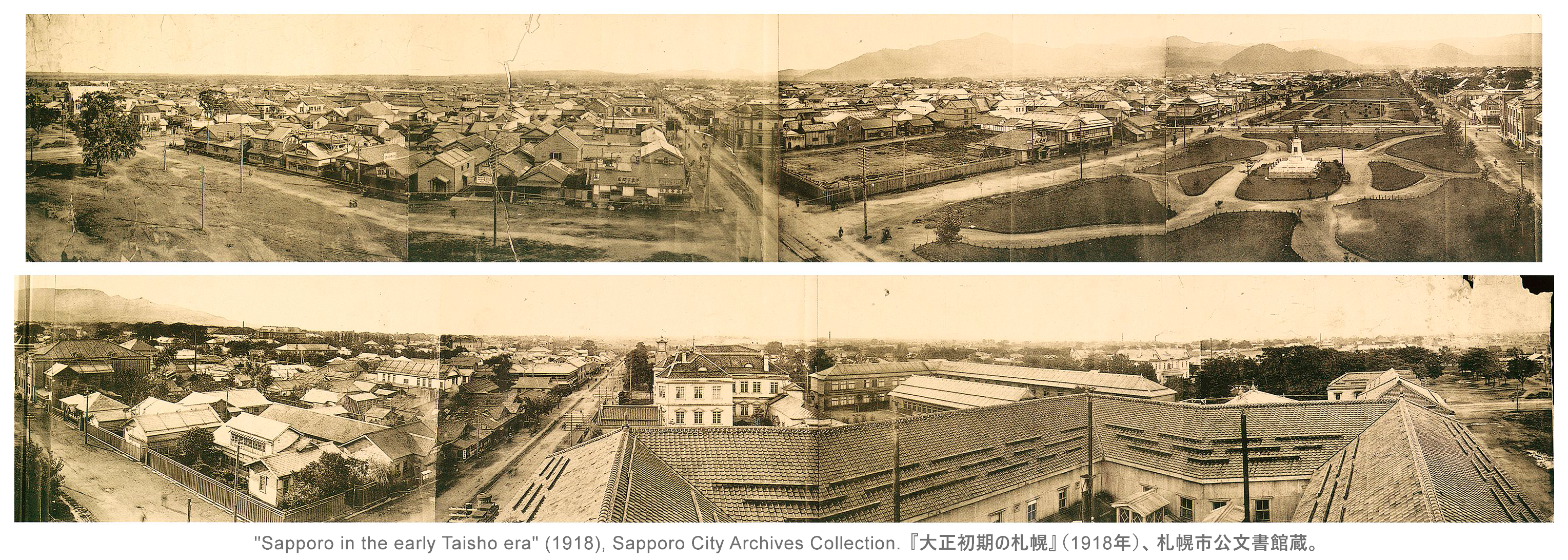
Sapporo en 1918.
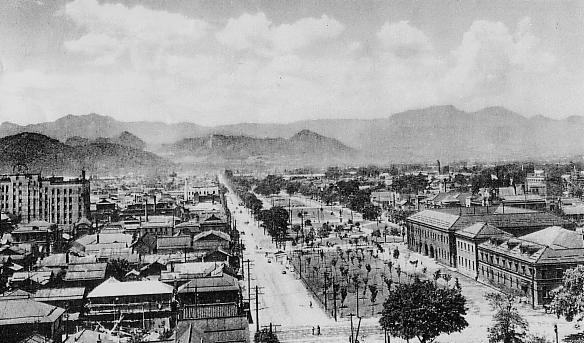
Le parc Ōdōri en 1936.
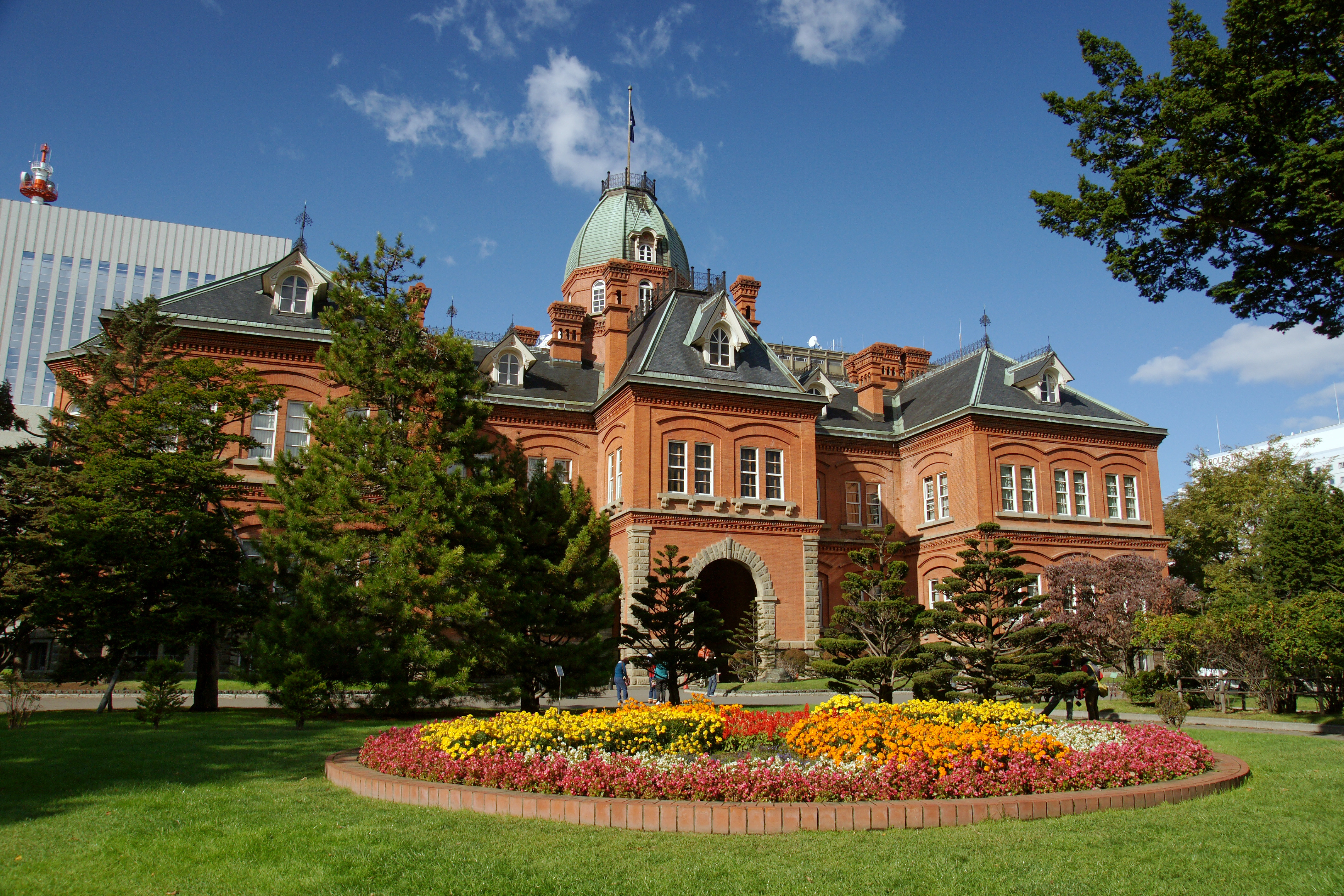
L'ancien bâtiment du gouvernement d'Hokkaidō.
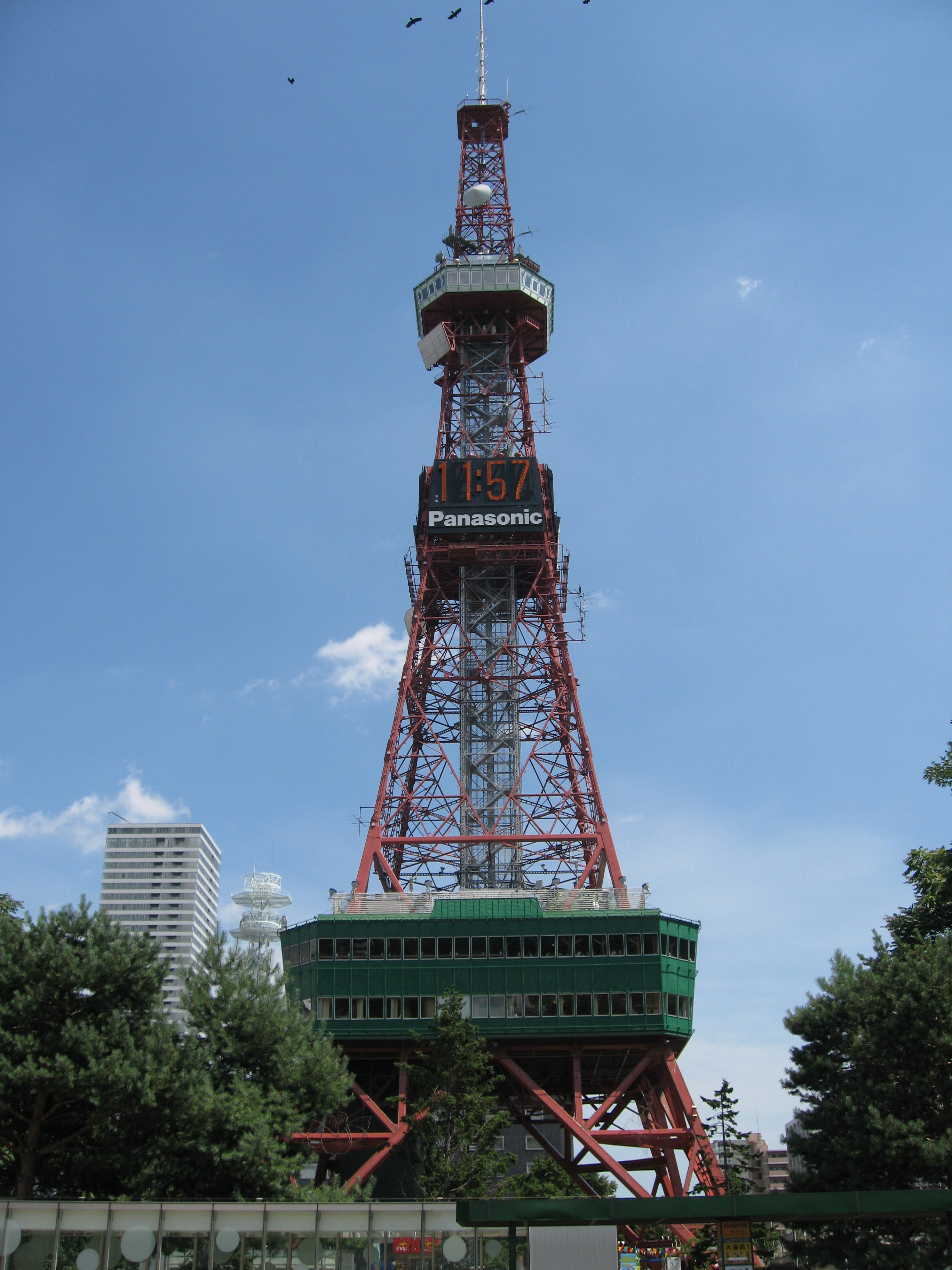
La tour de télévision de Sapporo, construite en 1957.

## Toponymie
Le nom de la ville de Sapporo serait dérivé d'un mot d'origine aïnou, peuple autochtone de l'île d'Hokkaidō. Ce mot, « Sari poro petsu », désigne un cours d'eau bordé par de larges roselières.

## Transports

### Aérien
Sapporo est desservie par l'aéroport de Shin-Chitose. La ligne qui relie cet aéroport à Tokyo-Haneda est la plus chargée du Japon, avec un trafic annuel ayant atteint 8 700 000 passagers en 2017 et se plaçait ainsi troisième au palmarès des lignes les plus importantes du monde.

### Ferroviaire
Sapporo dispose de trois lignes de train, de trois lignes de métro, d'une ligne de tramway et de plusieurs lignes de bus. La gare de Sapporo est la gare principale de la ville. Une 4e ligne de train (ligne à grande vitesse Shinkansen, ligne Shinkansen Hokkaidō) est en chantier, elle sera ouverte au service commercial fin mars 2031 avec le prolongement du trajet dudit Shinkansen ayant actuellement son terminus à la gare de Shin-Hakodate-Hokuto près de la ville de Hakodate située au sud de Sapporo.

#### Train
Les trois lignes sont :
- Hakodate : Hoshimi - Hoshioki - Inaho - Teine - Inazumikōen - Hassamu - Hassamuchūō - Kotoni - Sōen - Sapporo - Naebo - Shiroishi - Atsubetsu - Shinrinkōen
- Chitose : Shiroishi - Heiwa - Shin-Sapporo - Kami-Nopporo
- Sasshō (Gakuentoshi) : Sōen - Hachiken - Shinkawa - Shinkotoni - Taihei - Yurigahara - Shinoro - Takuhoku - Ainosato-Kyōikudai - Ainosato-Kōen

#### Métro
Les trois lignes sont :
- la ligne Namboku (en vert) ;
- la ligne Tōzai (en orange) ;
- la ligne Tōhō (en bleu).

#### Tramway
Initialement composé de trois lignes, le réseau de tramway de Sapporo n'est plus désormais constitué que d'une seule ligne qui relie 24 stations dans Chūō-ku sur une distance de 8,9 km. Il est alimenté en 600 V CC.

### Maritime
Sapporo est régulièrement reliée à Honshū par des lignes maritimes que gère la compagnie Shin Nihonkai Ferry, vers Niigata et Maizuru. Le terminal se trouve dans la ville voisine d'Otaru, située à 30 km à l'est de Sapporo.

## Université
- Université de Hokkaidō
- Université d'éducation de Hokkaidō
- Université de médecine de Sapporo
- Université municipale de Sapporo

## Centres d'intérêt

### Monuments
- La tour de télévision de Sapporo (札幌テレビ塔, Sapporo terebi-tō?). Construite en 1957 et d'une hauteur de 147,2 m, elle possède une plate-forme d'observation à une hauteur de 90,38 m accessible par ascenseur pour 700 ¥. Située dans le centre de Sapporo, la tour est ouverte aux touristes qui peuvent prendre des photos panoramiques du parc Ōdōri (Ōdōri kōen).
- La tour de l'horloge. Située dans la circonscription de Chūō (Nord 1 - Ouest 2), la tour fut construite en 1878, ce qui en fait le plus ancien monument de Sapporo. Elle abrite aujourd'hui un musée sur le développement de Sapporo, accessible pour 200 ¥.
- Le Sapporo Dome. Il fut inauguré en 2001 et construit en vue de la Coupe du monde de football de 2002. Sa capacité est de 42 122 personnes.
- L'université de Hokkaidō (北大, Hokudai?). Fondée en mars 1876 en tant qu'université d'agriculture de Sapporo par (entre autres) William S. Clark, elle devint par la suite l'université impériale de Hokkaidō le 1er avril 1918. Aujourd'hui, plus de 20 000 étudiants se répartissent dans les départements de lettres, éducation, droit, économie, sciences, médecine, médecine dentaire, médecine vétérinaire, pharmacie, ingénierie, agriculture et pisciculture.
- La JR Tower, plus haut immeuble de la ville avec une hauteur de 173 m.

### Parcs

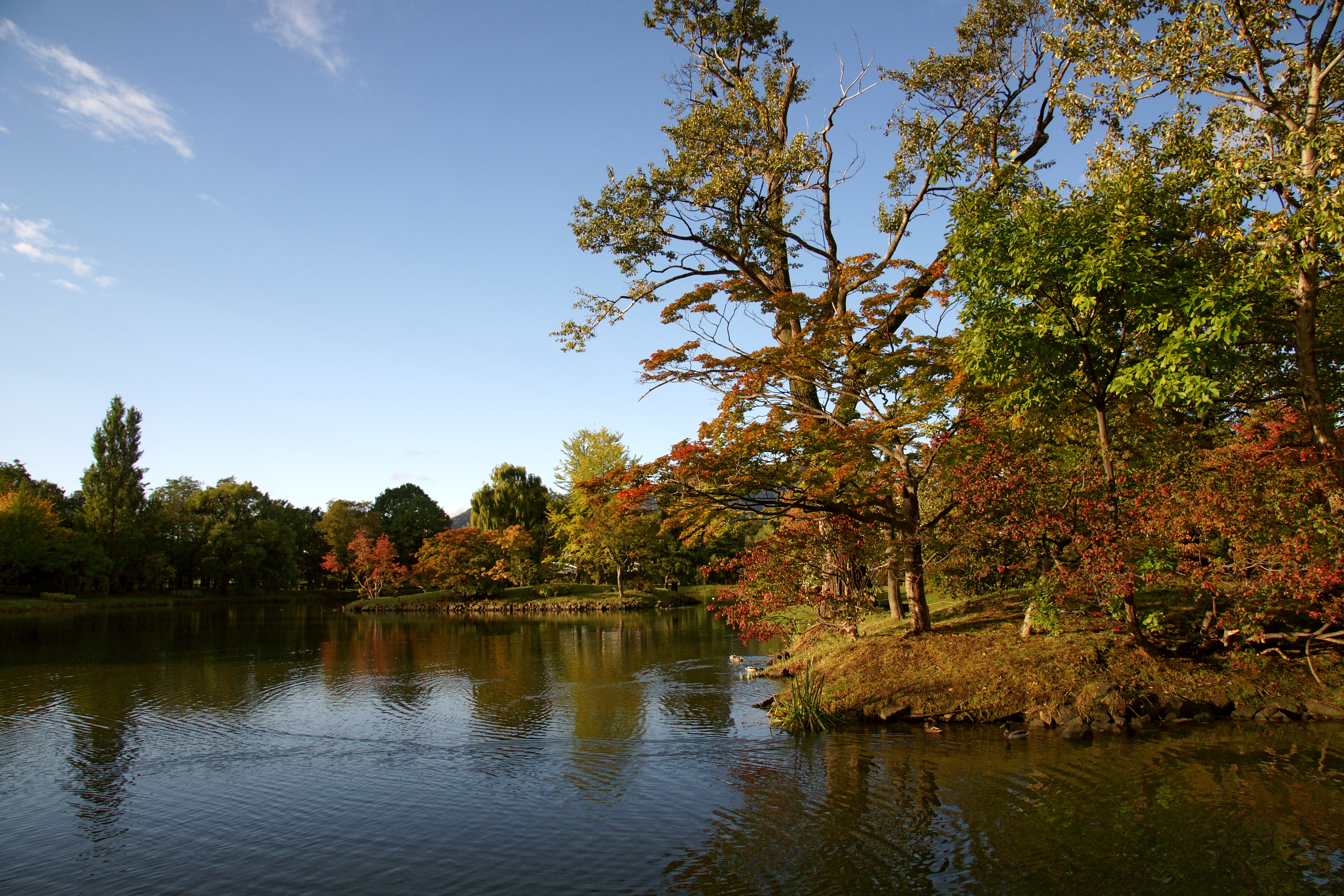
Le parc Nakajima.

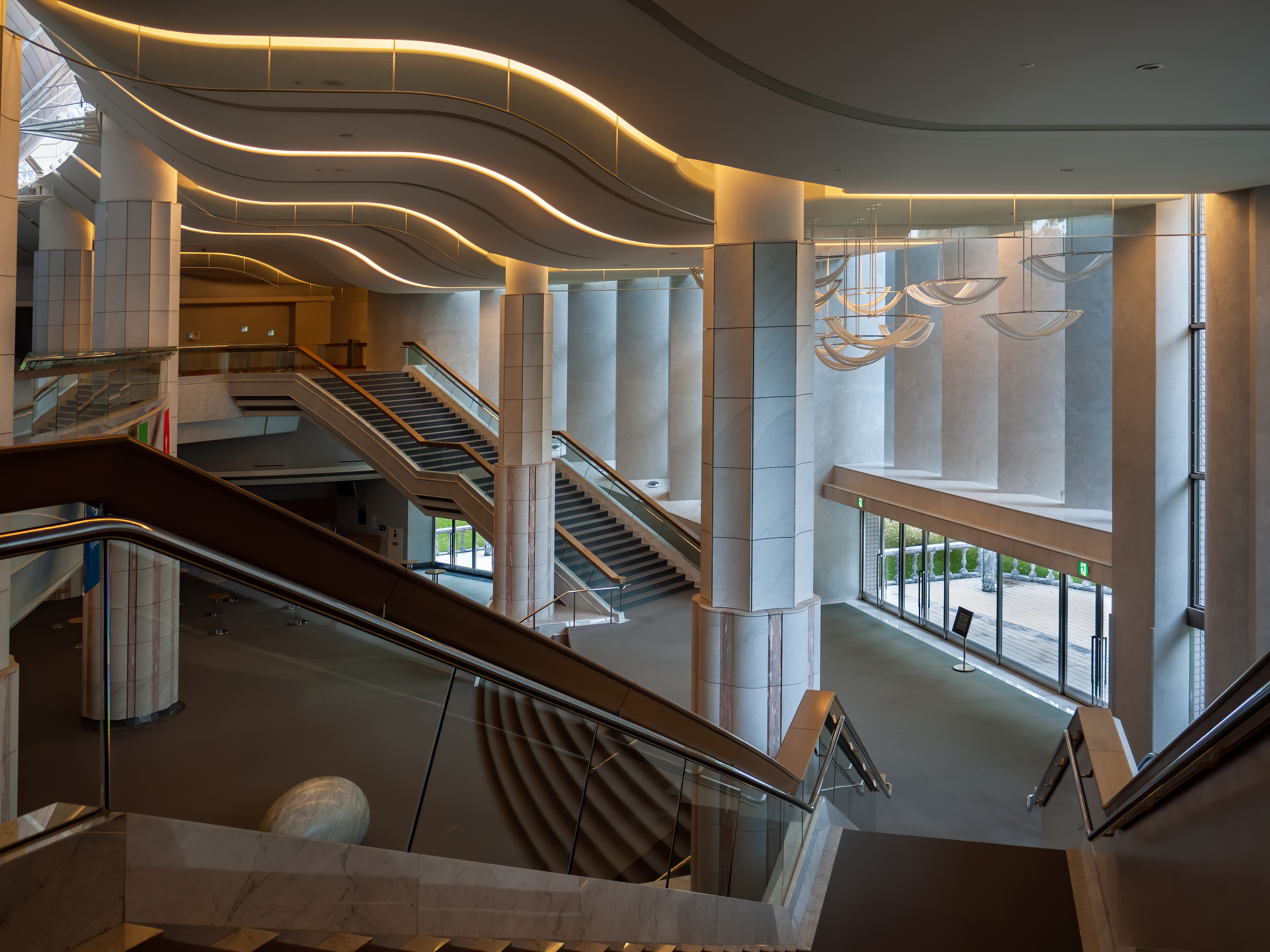
L'entrée du Sapporo Concert Hall, dans le parc Nakajima, à Sapporo (octobre 2009).

- Le parc Ōdōri. Situé en plein centre-ville, c'est le cœur de Sapporo. Il est le théâtre de nombreux festivals tels que le célèbre festival de la neige en février ou le festival de la bière en août.
- Le parc Nakajima (中島公園, Nakajima kōen?). Il s'agit d'un parc de 21 ha comportant de nombreux étangs (dont un sur lequel il est possible de faire de la barque) et monuments d'intérêt tels que :
  - Hoheikan, un hôtel de style occidental construit en 1880. Il a accueilli leurs Majestés les empereurs Meiji, Taishō et Shōwa lors de leur séjour à Sapporo. Depuis 1964, il est classé comme propriété culturelle d'importance nationale.
  - le Sapporo Concert Hall Kitara, construit en 1997 et dont la grande salle peut accueillir 2 008 personnes.
  - un sanctuaire shinto
- Le parc Maruyama (円山公園, Maruyama kōen?) est un parc paisible dans lequel se trouve le sanctuaire shintō de Hokkaidō (北海道神宮, Hokkaidō jinja?). Consacré par l'empereur Meiji en 1869, il est dédié à trois déités (神, kami?) : Okunitama (大國魂大神?), Onamuchi, Sukunahikona. Depuis 1964, il est également dédié à l'empereur Meiji.
- Le mont Moiwa (藻岩山, Moiwa-yama?). Point culminant de Sapporo à 531 m, il offre une superbe vue sur la ville de jour comme de nuit. Sur le flanc non tourné vers Sapporo, une station de ski ouvre chaque hiver.

### Musées
- Le musée d'art moderne de Hokkaidō abrite des œuvres d'artistes de Hokkaidō, tels Eien Iwahashi, Kinjiro Kida, Nissho Kanda, Tamako Kataoka.
- Le musée d'Art Miyanomori était un musée d'art moderne et contemporain qui abritait la plus grande collection d’œuvres de Christo et Jeanne-Claude en Asie et Océanie, ainsi que des œuvres de Daido Moriyama, Lucio Fontana, Frank Stella, Jasper Johns, Lee Ufan, Guillaume Bottazzi, Sadamasa Motonaga, Takeo Yamaguchi, Kumi Sugai. Il est aujourd'hui fermé.
- Le Musée de la bière de Sapporo.

Il possède également une collection d’objets d’art en verre de l'École de Paris.

### Cultes
- La petite cathédrale catholique des Saints-Anges-Gardiens est le siège du diocèse de Sapporo.

### Galerie d'images

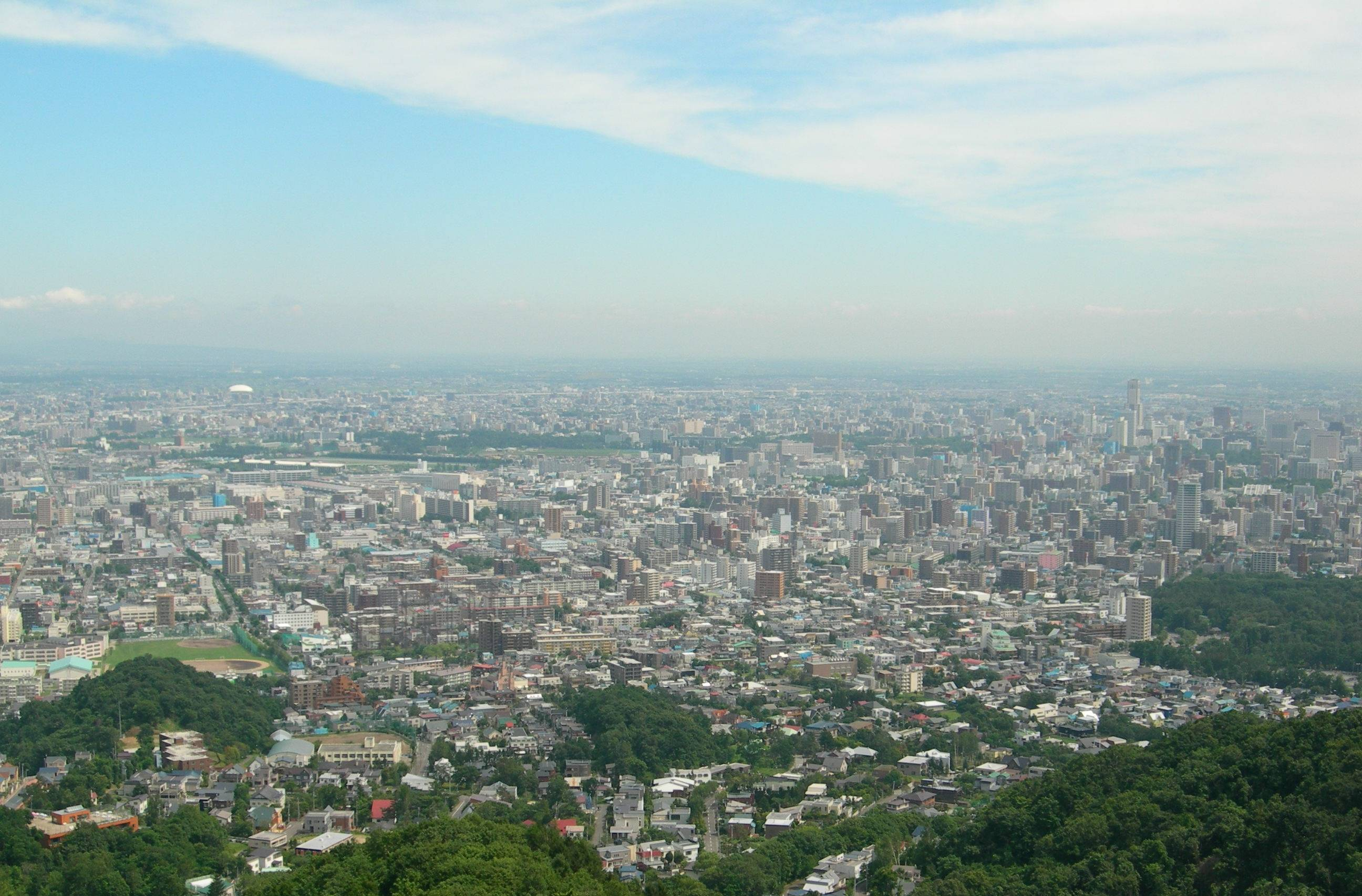
Vue de Sapporo.
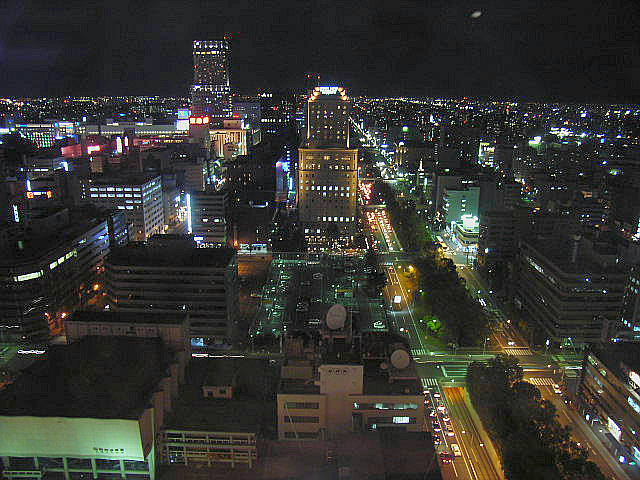
Sapporo la nuit.
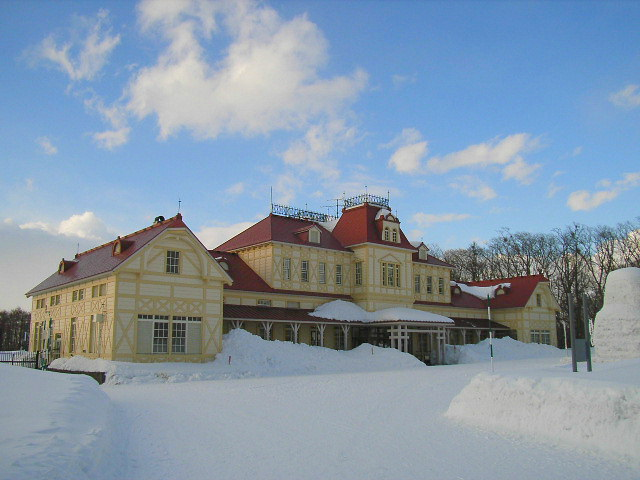
Réplique de la gare de Sapporo de 1908 à 1952.
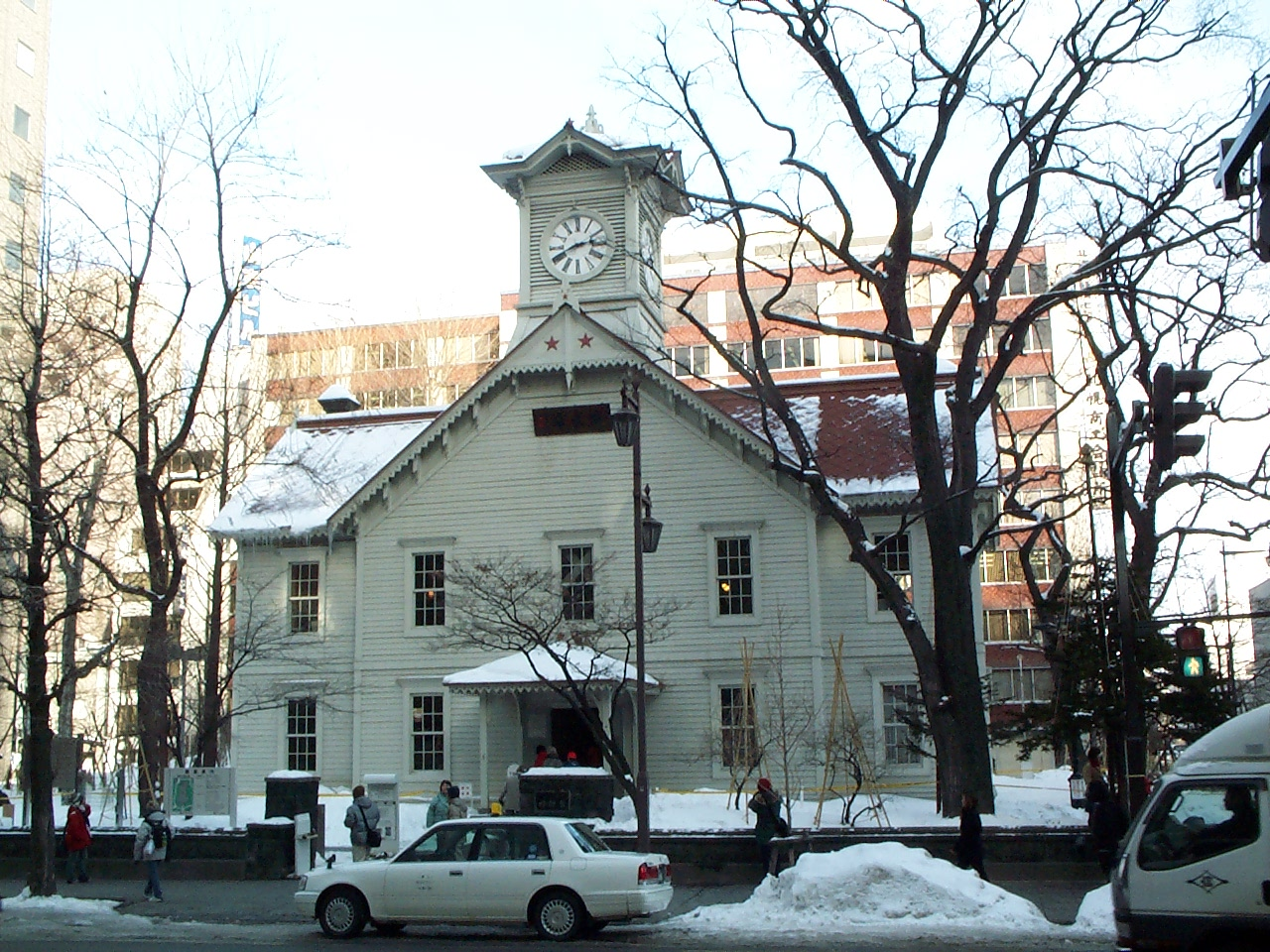
Le symbole de la ville, la tour de l'horloge.
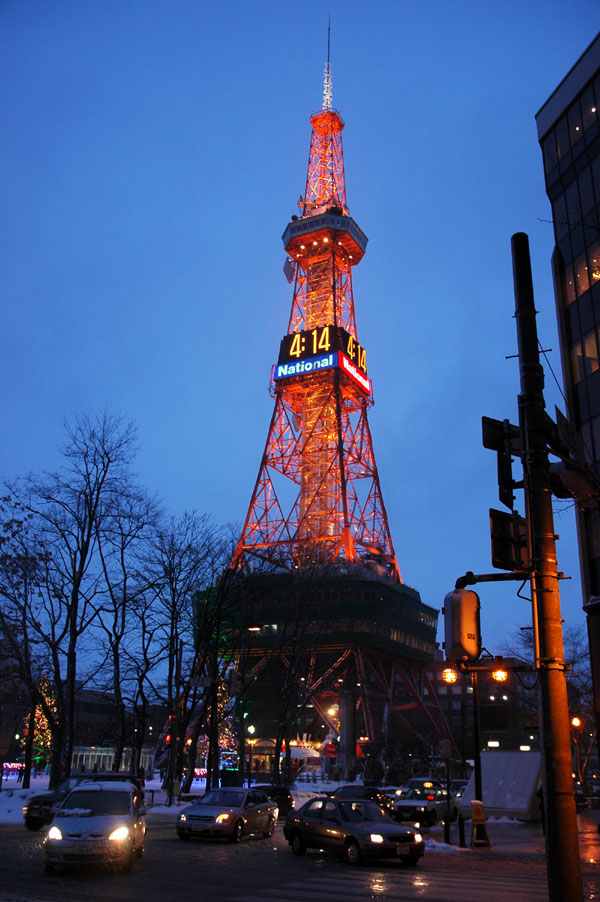
Tour de télévision de Sapporo.
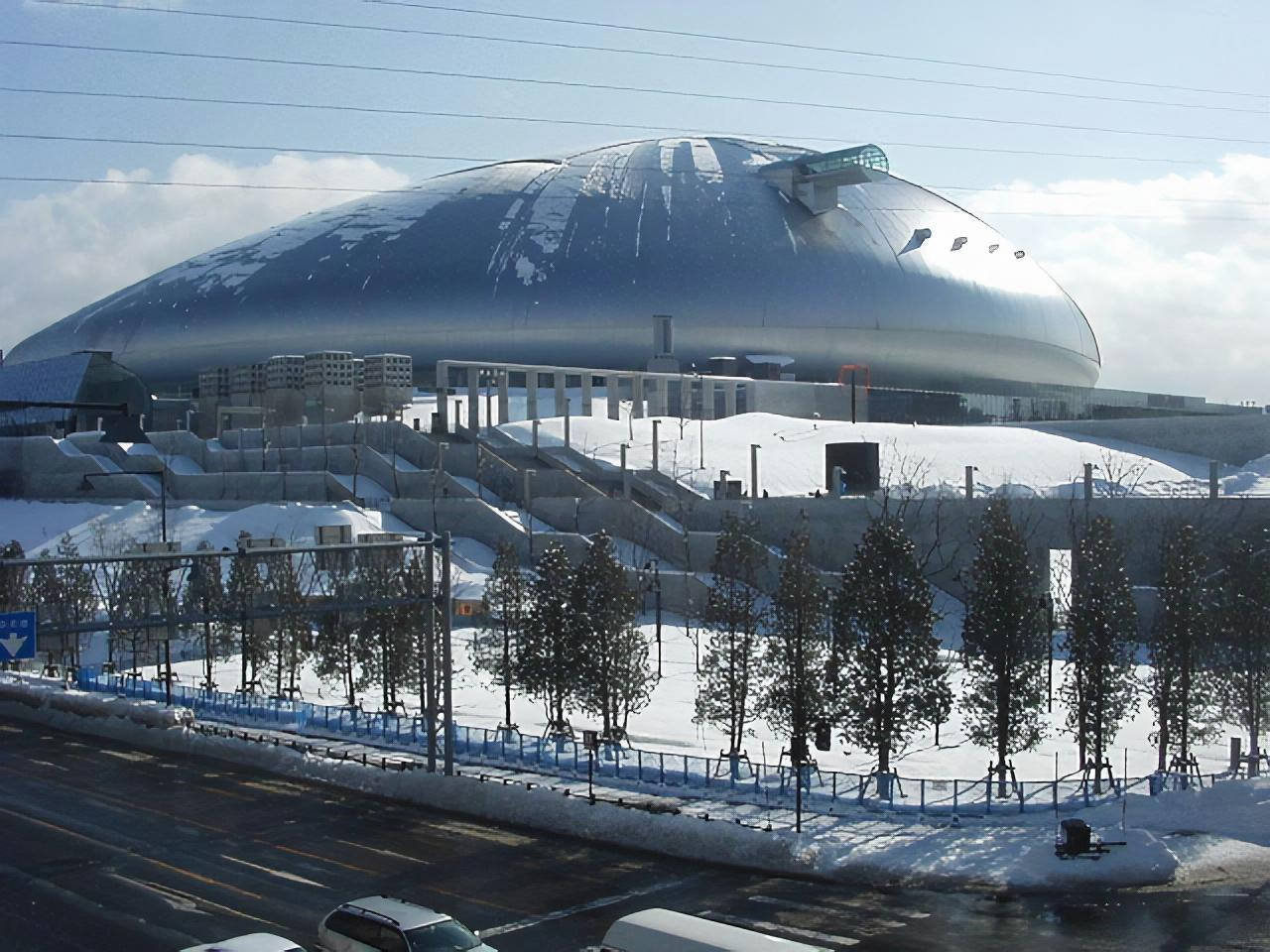
Le Sapporo Dome en hiver.
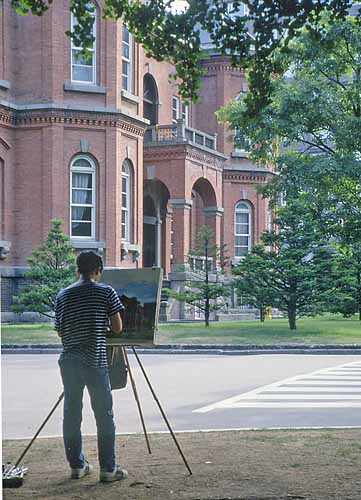
Une rue de Sapporo avec vue sur l'ancien palais du gouverneur.
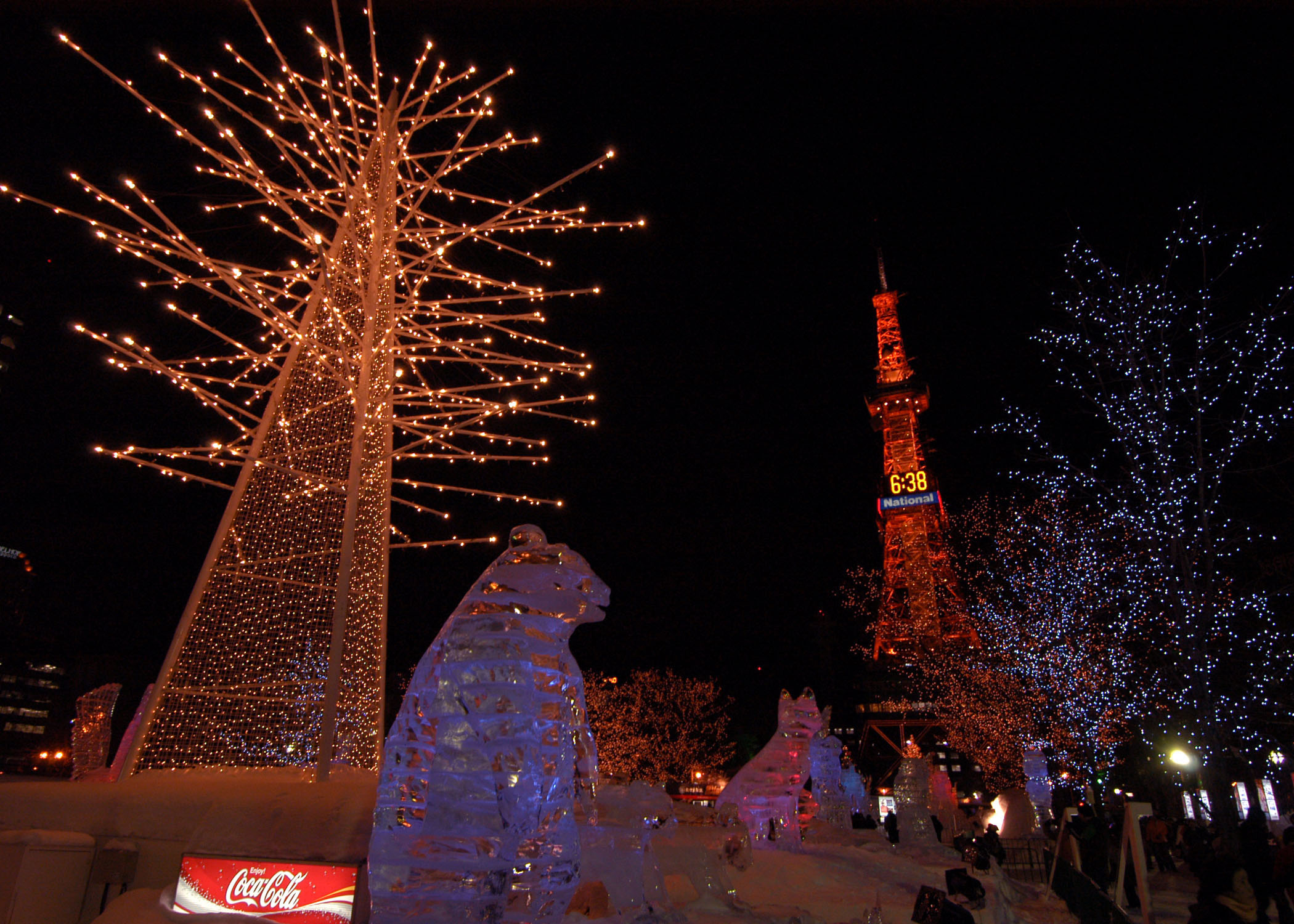
Festival de la neige de Sapporo.

## Personnalités
- Satoru Iwata (1959-2015), PDG de Nintendo entre 2002 et 2015, est né à Sapporo.
- Chūhei Nanbu (1904-1997), champion olympique du triple saut en 1932, recordman du monde du saut en longueur et du triple saut dans les années 1930, est né à Sapporo.
- Tomoko Kami, membre de la chambre des conseillers, est née à Sapporo.

## Municipalités jumelées
La ville de Sapporo est jumelée avec les municipalités suivantes :
- Portland (Oregon) (États-Unis) depuis le 17 novembre 1959 ;
- Munich (Allemagne) depuis le 28 août 1972 ;
- Shenyang (Chine) depuis le 18 novembre 1980 ;
- Novossibirsk (Russie) depuis le 13 juin 1990 ;
- Daejeon (Corée du Sud) depuis le 22 octobre 2010.

## Symboles municipaux
L'arbre symbole de la ville est le lilas, sa fleur symbole le muguet de mai et son oiseau symbole le coucou.

## Sports

### Clubs de sport
- Baseball :
  - Hokkaido Nippon Ham Fighters
  - Sapporo Ambitious
- Football :
  - Consadole Sapporo
- Hockey sur glace :
  - Sapporo Polaris
- Rugby
  - Hokkaido Barbarians

### Événements sportifs accueillis
La ville de Sapporo a été candidate trois fois pour organiser les Jeux olympiques d'hiver de 1968, de 1972 – qu'elle a obtenus – et de 1984. Elle a également accueilli les épreuves de marathon et de marche lors des Jeux olympiques de Tokyo en 2020, en raison des fortes chaleurs et des taux d'humidité importants que connaît la capitale japonaise l'été. Ces épreuves sur route se sont principalement déroulées dans le parc Ōdōri.
Sapporo a accueilli des matchs de football lors de la Coupe du monde de 2002 ainsi que de basket-ball lors du Championnat du monde de basket masculin 2006. Par ailleurs, elle a organisé les Championnats du monde de ski nordique en 2007.

## Anecdotes
- Sapporo est également une marque de bière japonaise. La variété « Sapporo Classic » n'est pas disponible hors d'Hokkaidō.